# Eskişehirspor Kulübü
O Eskişehirspor é um clube profissional de futebol turco com sede em Esquixequir, capital da província homônima, fundado em 19 de junho de 1965. Atualmente disputa a Terceira Divisão Turca. 
Até a temporada 2015–16, mandava seus jogos no Eskişehir Atatürk Stadyumu, com capacidade máxima de 18,495 espectadores. A partir da temporada 2016–17, passou a mandar seus jogos no recém-construído Novo Estádio de Esquixequir, com capacidade máxima de 34,930 espectadores.

## História
Sua fundação em 1965 promoveu uma verdadeira revolução no futebol da Anatólia, potencializada pelos títulos conquistados logo no início de sua história, tendo até hoje um grande número de torcedores na região. É conhecido como Kırmızı Şimşekler (Relâmpagos vermelhos) ou por Estrelas de Anatólia.
No início de sua trajetória, o Eskişehirspor disputou a Primeira Divisão Turca por 12 temporadas consectivas, tendo sido vice–campeão em 3 delas (1968–69, 1969–70 e 1971–72). Foi rebaixado para a Segunda Divisão Turca na temporada 1981–82, porém logo na temporada 1983–84, conquistou a divisão de acesso e voltou à elite do futebol turco.  
As maiores conquistas do clube foram a Copa da Turquia da temporada 1970–71, batendo na final o Göztepe pelo placar agregado de 2–1, e a Supercopa da Turquia de 1971, batendo o Galatasaray em jogo único por 3–2.

## Elenco atual
- Atualizado em 5 de fevereiro de 2021.

Legenda
- : Capitão
- ; Jogador lesionado

## Títulos

### Conquistas Oficiais
- Copa da Turquia (1): 1970–71
- Supercopa da Turquia (1): 1971
- Segunda Divisão Turca (1): 1983–84

### Outras Conquistas
- Taça do Primeiro–Ministro (3): 1965–66, 1971–72 e 1986–87

### Campanhas de Destaque
- Vice–Campeão do Campeonato Turco (3): 1968–69, 1969–70 e 1971–72
- Vice–Campeão da Copa dos Balcãs (1): 1975
- Vice–Campeão da Copa da Turquia (3): 1969–70, 1986–87 e 2013–14
- Vencedor dos Playoffs da Segunda Divisão Turca (1): 1994–95

## Uniformes

### Uniformes atuais
- 1º - Camisa listrada em preta e vermelha, calção e meias pretas;
- 2º - Camisa branca, calção e meias brancas;
- 3º - Camisa preta, calção e meias pretas;
- 4º - Camisa cinza, calção e meias cinzas.

| 1º Uniforme | 2º Uniforme | 3º Uniforme | 4º Uniforme |

### Uniformes anteriores
- 2015-16

| Primeiro | Segundo | Terceiro | Quarto |

- 2014-15

| Primeiro | Segundo | Terceiro | Quarto |

- 2013-14

| Primeiro | Segundo | Terceiro | Quarto |

- 2012-13

| Primeiro | Segundo | Terceiro |  |

- 2011-12

| Primeiro | Segundo | Terceiro |  |

- 2010-11

| Primeiro | Segundo | Terceiro |  |

- 2009-10

| Primeiro | Segundo |

- 2008-09

| Primeiro | Segundo |